# Cròniques vampíriques
|  | Cal no confondre aquesta sèrie de novel·les d'Anne Rice amb la sèrie de televisió Diaris de Vampirs (en anglès The Vampire Diaries) basada en la novel·la The Vampire Diaries de L. J. Smith. |

Cròniques Vampíriques (en anglès The Vampire Chronicles) és una sèrie de novel·les fantàstiques escrites per Anne Rice, que parlen sobre la història del personatge de ficció Lestat Lioncourt, acompanyat per una sèrie d'enigmàtics personatges vampírics. Són reconegudes com una de les millors novel·les dedicades al mite vampíric actual, encarregades de ressuscitar el mite als EUA. És molt difícil no fer menció a aquesta saga literària quan es fa referència al món dels vampirs, el gòtic i el terror.
La primera novel·la de la sèrie, Interview with the Vampire va ser adaptada al cinema el 1994 amb Tom Cruise, Brad Pitt, Antonio Banderas, Christian Slater i Kirsten Dunst. També La reina dels condemnats va ser adaptada al 2002 al cinema amb Stuart Townsend i Aaliyah amb alguns continguts de la segona novel·la Lestat, el vampir. L'agost de 2014, els Universal Studios e Imagine Entretainment van adquirir els drets per l'adaptació cinematogràfica de la saga, sent Alex Kurtzman i Roberto Orci els potencials productors per la franquícia. El contracte inclou també el guió de El lladre de cossos (quarta novel·la de la saga) adaptat per Christopher Rice per al cinema. Al novembre de 2016, Anne Rice va anunciar que havia recuperat els drets teatrals de la seva sèrie de llibres. A principis de 2018, Bryan Fuller va estar involucrat en la creació d'una propera sèrie de televisió basada en les novel·les.

## Novel·les de la sèrie

### Cròniques Vampíriques
- Interview with the Vampire (1976)
- The Vampire Lestat (1985)
- The Queen of the Damned (1988)
- The Tale of the Body Thief (1992)
- Memnoch the Devil (1995)
- The Vampire Armand (1998)
- Merrick (2000)
- Blood and Gold (2001)
- Blackwood Farm (2002)
- Blood Canticle (2003)
- Prince Lestat (2014)
- Prince Lestat and the Realms of Atlantis (2016)

### Nous contes dels vampirs
- Pandora (1998)
- Vittorio the Vampire (1999)

### Les vides de les bruixes de Mayfair
Les novel·les de la sèrie Cròniques Vampíriques i les novel·les de la sèrie Les vides de les bruixes de Mayfair tenen històries en comú, fent que les bruixes formin part del univers dels vampirs.
- The Witching Hour (1990)
- Lasher (1993)
- Taltos (1994)
- Merrick (novel·la) (2000)
- Blackwood Farm (2002)
- Blood Canticle (2003)